# ミキハウスフットサルクラブ
ミキハウスフットサルクラブは、関西フットサルリーグに所属するフットサルのクラブ。2011年3月までの名称はK'ntetsu futsal club（キンテツフットサルクラブ）。元々は近鉄百貨店社員のフットサル同好会（実業団）であった。

## 主な戦績

### 関西フットサルリーグ
- 2002年 - 2位
- 2003年 - 2位
- 2004年 - 2位
- 2005年 - 5位
- 2006年 - 8位
- 2007年 - 4位
- 2008年 - 3位
- 2009年 - 1位
- 2010年 - 5位
- 2011年 - 1位
- 2012年 - 3位
- 2013年 - 3位

### FUTSAL地域チャンピオンズリーグ
- 2003年 - 予選敗退（予選リーグ3位）
- 2004年 - 予選敗退（予選リーグ2位）
- 2005年 - 3位
- 2012年 - 2位
- 2013年 - 3位

### 全日本フットサル選手権大会
- 2011年 ベスト8

### オーシャンアリーナカップ
- 2013年 1回戦敗退

## OB選手
- 楢崎克之

## スポンサー
- ミキハウス
- コスパ（オージースポーツ）
- ロンヨンジャパン
- 明治東洋医学院専門学校